# San Pietro Apostolo (Bisceglie)

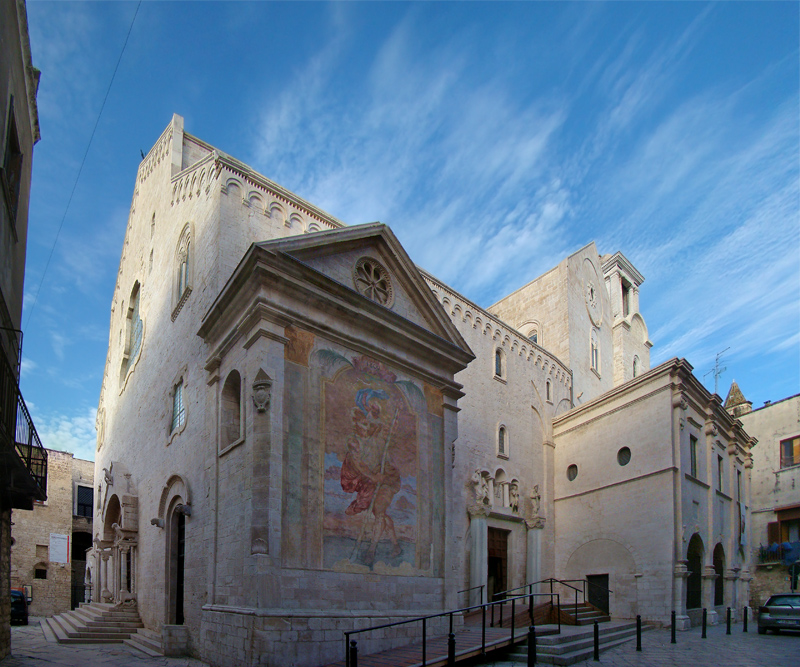
San Pietro

San Pietro Apostolo ist die Hauptkirche von Bisceglie in Apulien, Italien. Die als Dom von Bisceglie erbaute Kirche ist heute die Konkathedrale des Erzbistums Trani-Barletta-Bisceglie mit dem Titel einer Basilica minor. Die Kirche wurde im 11. bis 13. Jahrhundert im Stil der Romanik erbaut, im 18. und 19. Jahrhundert barockisiert und im 20. Jahrhundert reromanisiert.

## Geschichte
Die Kathedrale des damaligen Bistums Bisceglie wurde vermutlich im Jahr 1073 von dem Normannen Peter II. Graf von Trani gegründet, wie eine Inschrift in großen Buchstaben am Fuß des Triumphbogens der Kirche erinnert. Die im apulisch-romanischen Stil errichtete Kirche erhielt 1167 ein Querschiff, in dem die Reliquien der Märtyrer Maurus, Sergius und Pantaleo von Bischof Amando gefunden wurden, was zum Bau einer Krypta für die Reliquien und zur Neuplanung der gesamten Kirche führte, die Ähnlichkeiten mit der Basilika San Nicola in Bari aufweist. Das Hauptportal liegt höher als die beiden Seitenportale, weil der Boden für die unterirdische Grabstätte erhöht ist. Die Kathedrale wurde 1295 fertiggestellt und am 1. Mai desselben Jahres von Bischof Leone in Anwesenheit von sieben Bischöfen feierlich geweiht.
Im 15. Jahrhundert wurden von Bischof Giacomo da Gravina Dacherneuerungen durchgeführt, im Jahr 1475 nahm derselbe Bischof eine erste Renovierung der Krypta vor und ersetzte die romanischen durch korinthische Säulen mit Kapitellen. Bei der Errichtung von zwei Seitenkapellen kam es im Jahr 1640 zu schweren Schäden an der rechten Ecke der Fassade. Nach dem Erdbeben von 1731, das den Einsturz des rechten Glockenturms bis zur ersten Etage zur Folge hatte, wurden neue Restaurierungsarbeiten mit einer stilistischen Überarbeitung der Fassade durchgeführt. Zwischen 1823 und 1858 wurde die romanische Struktur durch die Errichtung von Holz- und Stuckaufbauten im spätbarocken Stil vollständig verdeckt. Dazu gehörten die Verkleidung der Säulen und Gewölbe, die Schaffung einer achteckigen Kuppel an der Vierung, die Füllung der dreiflügeligen Fenster der Frauenemporen und die Öffnung großer Bogenfenster im oberen Register. Dabei wurde bei der Renovierung der Krypta auch der Fußboden der Kirchenschiffe angehoben. Im 17. Jahrhundert wurden die Kapellen des Allerheiligsten Sakraments und des hl. Blasius (heute Christopheruskapelle) gebaut, die Kanzel und das Ziborium ersetzt sowie der Hochaltar und das Taufbecken neu errichtet.
Als 1965 der Glockenturm und die Gewölbe der Kirche Anzeichen von Einsturz zeigten, begannen die Restaurierungsarbeiten, die bis 1977 andauerten und die Entfernung des barocken Überbaus umfassten, um die ursprünglichen Strukturen wiederherzustellen.
Seit 1975 ist die Kathedrale ein Marienheiligtum für die Verehrung der Schmerzhaften Muttergottes, und 1980 wurde sie durch von Papst Johannes Paul II. zur Basilica minor erhoben. Nach der Auflösung des Bistums Bisceglie 1818 verlor die Kirche ihre Funktion als Kathedrale, mit Entstehung des Erzbistums Trani-Barletta-Bisceglie erhielt San Pietro 1986 die Funktion einer Konkathedrale.

## Beschreibung

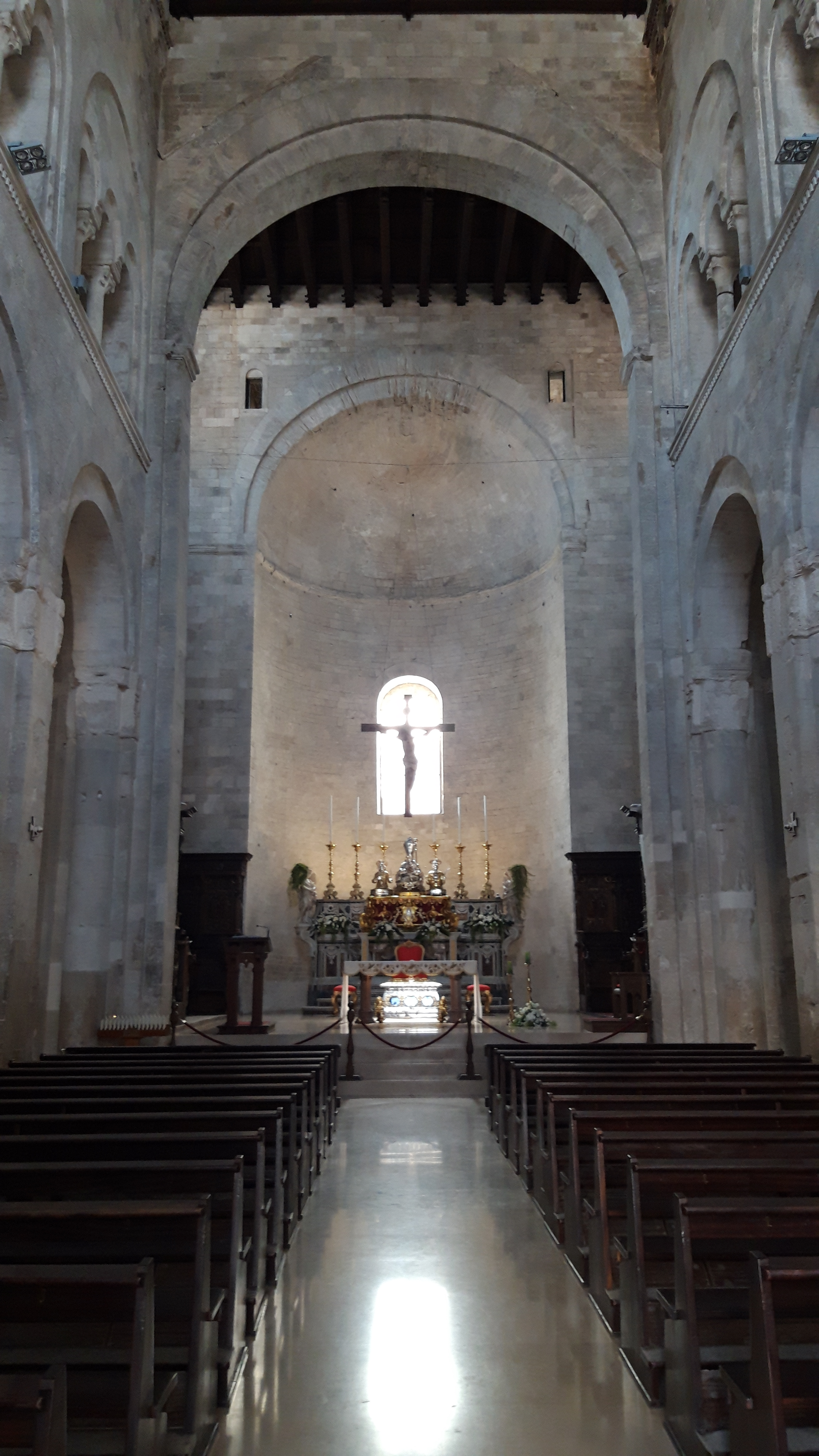
Innenraum

Der Grundriss ist eine dreischiffige Basilika mit Frauenemporen in den Seitenschiffen. Die Gliederung erfolgt durch zusammengesetzte Säulen mit Halbsäulen. Das Querschiff ragt nicht in den Längskörper hinein, ebenso wenig wie die halbkreisförmige Apsis, die außen von einer geraden Mauer verdeckt wird, in die zwei Pfeilertürme integriert sind. 
Die Fassade aus dem 13. Jahrhundert besitzt ein reich verziertes Portal mit einem Prothyrum, das von Greifen auf Marmorsäulen getragen wird und mit Akanthusblätter dekoriert ist. Die Archivolten der beiden Seitenportale ruhen auf Kragsteinen in Form von Löwenköpfen. Im oberen Bereich öffnet sich ein großes Barockfenster anstelle einer früheren Fensterrosette, daneben zwei Rundbogenfenster und vier romanische einbogige Fenster, zwei weitere barocke Fenster. Auf der rechten Seite befindet sich ein großes Portal zwischen zwei antiken Säulen, die von derben Skulpturen gekrönt werden; auf der linken Seite befindet sich ein kurioses Flachrelief einer Färse mit Brettern. Besser erhalten ist die blindgewölbte Apsis mit einem schönen Fenster und Kragsteinen mit Tieren zwischen zwei gleich hohen quadratischen Glockentürmen.
Die Krypta ruht auf zehn Säulen aus Korallenbrekzie von gelb-rosa Farbe. Sie beherbergt die Reliquien der Schutzheiligen und den Arm des hl. Stephanus. In der Mitte befindet sich die ehemalige Grabstätte der Bischöfe. Mitte des 18. und Anfang des 19. Jahrhunderts begannen die Arbeiten zur Umwandlung des bewegten romanischen Stils in einen schweren barocken Stil nach dem Vorbild von St. Peter: Vor dem Prothyrum wurde eine Treppe gebaut, um den Zugang zur Krypta zu verbessern.
An beiden Seiten des Chorraums befindet sich ein Chorgestühl mit 38 Plätzen aus Nussbaumholz. Es stammt aus der Benediktinerabtei S. Maria dei Miracoli und stellt die Geschichte des Ordens bis zum Ende des Mittelalters dar.